# Шила Вајт
Шила Вајт (енгл. Sheila White; Бронкс, 1988) је афроамеричка активисткиња за борбу против трговине људима и бивша жртва трговине људима.

## Биографија
Рођена је 1988. године у Бронксу. Одрасла је у нефункционалном дому, током тинејџерских година била је смештена у хранитељску породицу где је силована. Покушала је самоубиство и пребачена је у психијатријску болницу. Са петнаест година је живела у групној кући, где ју је злостављао сводник који ју је натерао на проституцију. Претучена је, силована и жигосана пеглама. Године 2003. је претучена поред аутобуске станице Лучке управе.
Када је побегла од трговине људима почела је да ради са Службом за образовање и менторство девојчица како би подигла свест о том питању у Њујорку. Барак Обама јој је лично доделио награду у Фондацији Клинтон за њен рад. Интервјуисана је у документарном филму Not My Life о својим искуствима док је била жртва, када је изјавила: „Постоји тачка у којој почињеш да се осећаш укочено. Стварно се осећаш као да ниси ни особа”. Године 2013. је говорила на симпозијуму Disrupting Slavery рекавши да је „потребна платформа на којој преживели имају подршку и могућност да постану лидер у овој области”.
Има троје деце, дипломирала је социјални рад на колеџу Bronx Community.